# Кропи (село)
Кропи —село в Україні, у Жовківській міській громаді Львівського району Львівської області, орган місцевого самоврядування — Жовківська міська рада. Населення становить 45 осіб (станом на 2001 рік). Село розташоване на півночі Жовківської міської громади, за 7,7 кілометра від  її центру.

## Географія
Село Кропи лежить за 7,7 км на північ від центру громади, фізична відстань до Києва — 449,6 км.

## Історія
До 1940 року Кропи була присілком села Замочок, що в Жовківському повіті.
12 червня 2020 року, відповідно до розпорядження Кабінету Міністрів України № 718-р «Про визначення адміністративних центрів та затвердження територій територіальних громад Львівської області», село увійшло до складу Жовківської міської громади.
19 липня 2020 року, в результаті адміністративно-територіальної реформи та ліквідації Жовківського району, село увійшло до складу новоствореного Львівського району.

## Населення
За даними перепису населення 2001 року у селі проживали 45 осіб. Рідною мовою назвали:
| Мова       | Кількість осіб | Відсоток |
| ---------- | -------------- | -------- |
| українська | 45             | 100,00%  |